# 500 miles d'Indianapolis 1912
Les 500 miles d'Indianapolis 1912, courus sur l'Indianapolis Motor Speedway et organisés le 30 mai 1912, ont été remportés par le pilote américain Joe Dawson sur une National.

## Grille de départ
| Ligne | Intérieur       | Intérieur centre | Centre               | Extérieur centre | Extérieur     |
| 1     | Gil Anderson    | Len Zengel       | Teddy Tetzlaff       | Ralph DePalma    | Eddie Hearne  |
| 2     | Spencer Wishart | Joe Dawson       | Howdy Wilcox         | Harry Knight     | Bert Dingley  |
| 3     | Johnny Jenkins  | Bob Burman       | Eddie Rickenbacker   | Billy Liesaw     | Bill Endicott |
| 4     | Ralph Mulford   | Hughie Hughes    | Joe Horan            | Mel Marquette    | Len Ormsby    |
| 5     | Joe Matson      | Charlie Merz     | David L. Bruce-Brown | Louis Disbrow    |               |

- Grille de départ établie en fonction de l'ordre d'arrivée des inscriptions, et sous réserve pour les engagés d'avoir réalisé lors des essais une moyenne sur un tour supérieure à 120 km/h.
- La meilleure moyenne des qualifications est à mettre au crédit de David L. Bruce-Brown avec un tour à 142,35 km/h de moyenne.
- Le temps de qualification de la voiture de Eddie Rickenbacker a été établi par Lee Frayer.

## Classement final

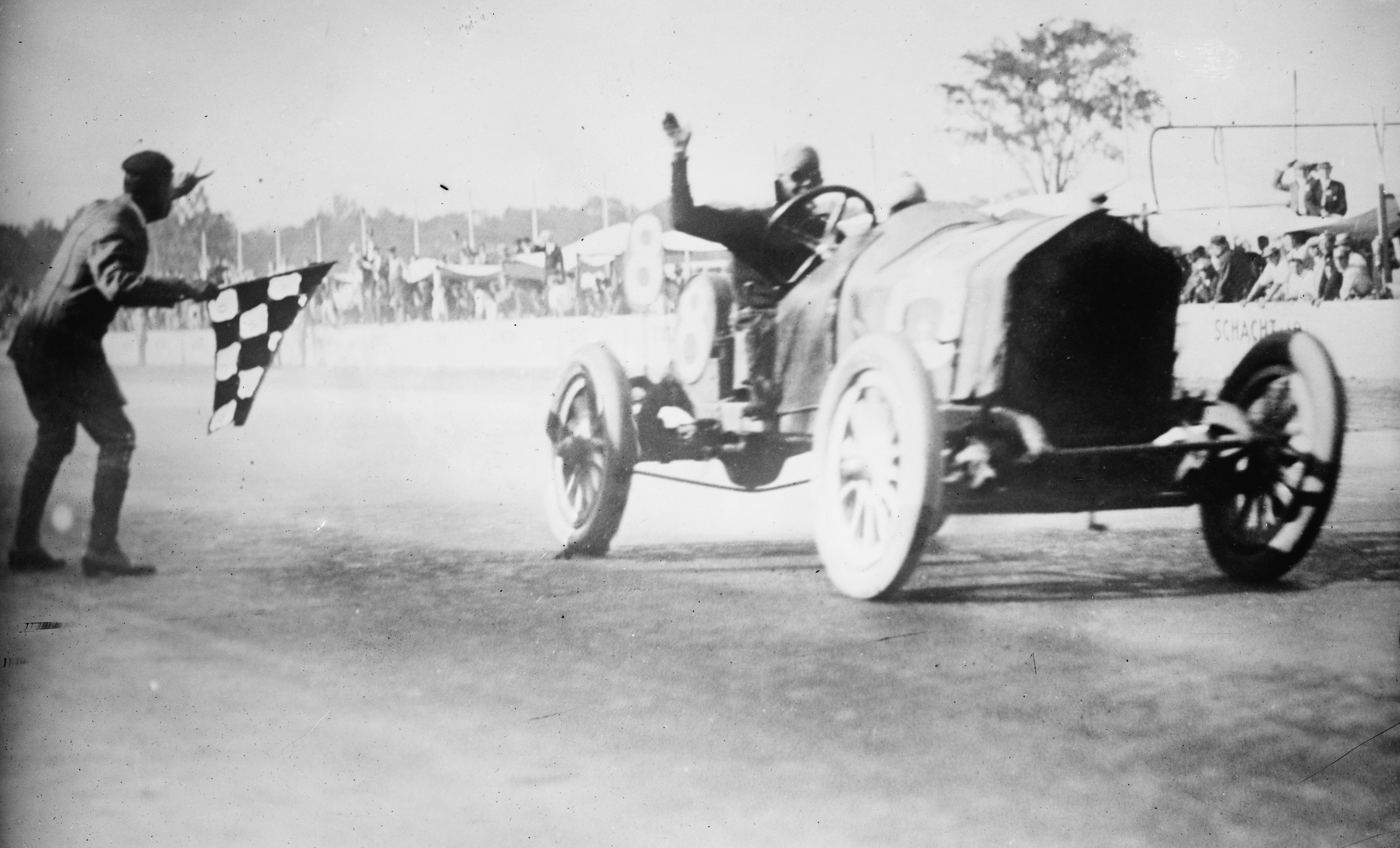
Joe Dawson remporte l'édition 1912 des 500 miles d'Indianapolis.

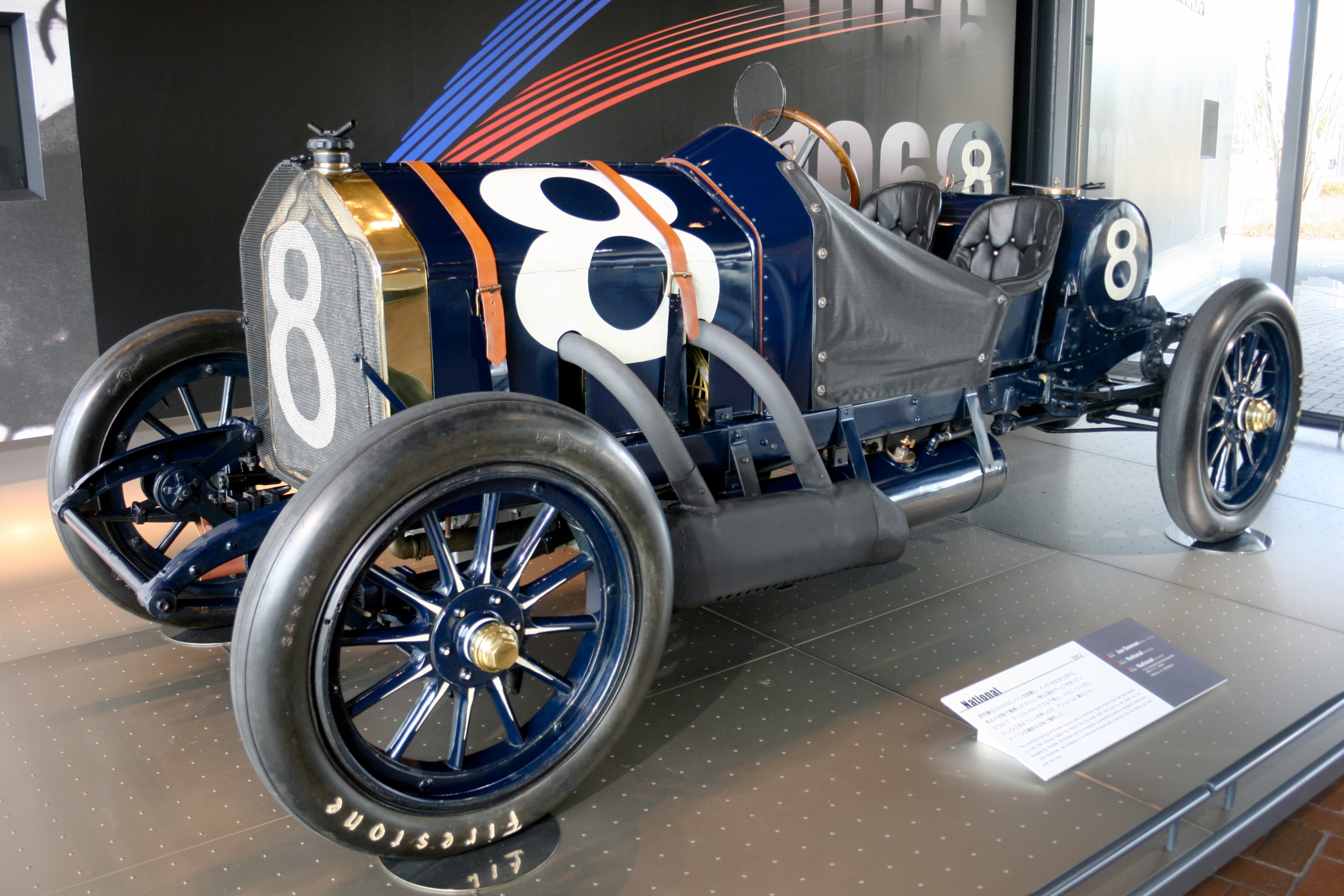
La National de Joe Dawson.

| no | Pilote               | Voiture            | Tours | Temps/Abandon     |
| 1  | Joe Dawson           | National           | 200   | 6 h 21 min 06 s   |
| 2  | Teddy Tetzlaff       | Fiat               | 200   | 6 h 31 min 29 s   |
| 3  | Hughie Hughes        | Mercer             | 200   | 6 h 33 min 09 s   |
| 4  | Charlie Merz         | Stutz-Wisconsin    | 200   | 6 h 34 min 40 s   |
| 5  | Bill Endicott        | Schacht-Wisconsin  | 200   | 6 h 46 min 28 s   |
| 6  | Len Zengel           | Stutz-Wisconsin    | 200   | 6 h 50 min 28 s   |
| 7  | Johnny Jenkins       | White              | 200   | 6 h 52 min 38 s   |
| 8  | Joe Horan            | Lozier             | 200   | 6 h 59 min 38 s   |
| 9  | Howdy Wilcox         | National           | 200   | 7 h 11 min 30 s   |
| 10 | Ralph Mulford        | Knox               | 200   | 8 h 53 min 00 s   |
| 11 | Ralph DePalma        | Mercedes           | 198   | moteur            |
| 12 | Bob Burman           | Cutting            | 157   | accident          |
| 13 | Bert Dingley         | Simplex            | 116   | moteur            |
| 14 | Joe Matson           | Lozier             | 110   | mécanique         |
| 15 | Spencer Wishart      | Mercedes           | 82    | mécanique         |
| 16 | Gil Anderson         | Stutz-Wisconsin    | 80    | accident          |
| 17 | Billy Liesaw         | Marquette-Buick    | 72    | incendie          |
| 18 | Louis Disbrow        | Case               | 67    | mécanique         |
| 19 | Mel Marquette        | McFarlan           | 63    | roue cassée       |
| 20 | Eddie Hearne         | Case               | 55    | roulement de roue |
| 21 | Eddie Rickenbacker   | Firestone-Columbus | 43    | moteur            |
| 22 | David L. Bruce-Brown | National           | 25    | moteur            |
| 23 | Harry Knight         | Lexington          | 6     | moteur            |
| 24 | Len Ormsby           | Opel               | 5     | moteur            |